# Nikolaï Kolomeïtsev
Nikolaï Nikolaïevitch Kolomeïtsev (en russe : Николай Николаевич Коломейцев), né le 16 juillet 1867 à Saint-Pétersbourg ou près de Kherson en Ukraine, décédé le 6 octobre 1944 à Paris, est un amiral et explorateur russe de l'Arctique, membre et chef de l'Administration hydrographique lors de l'expédition en mer Blanche (1900-1903). Il prend également part à l'expédition dans le golfe de l'Ienisseï dirigée par L. Doubrotvorski.
En 1910, Nikolaï Kolomeïtsev épouse Nina Dimitrievna Nabokov (1865-1944).

## Biographie
En 1900, le baron Eduard von Toll (1858-1902) dirige à bord du navire Zaria (brick à voile et à vapeur), une expédition au nom de l'Académie impériale des Sciences de Russie. Nikolaï Nikolaïevitch Kolomeïstsev est nommé commandant de ce brick. Son commandant en second est le lieutenant russe Fiodor Matisen (ru) (1872-1921) qui avait déjà pris part à l'expédition aux Svalbard. Alexandre Koltchak accompagne également cette expédition en qualité de troisième officier de marine et d'hydrographe.

### Expédition polaire

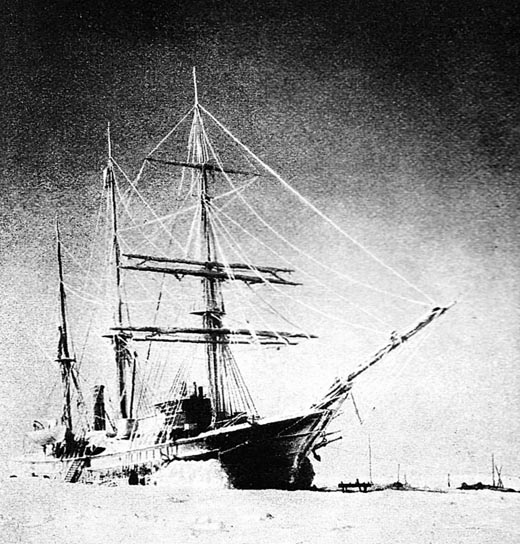
Le navire polaire russe Zaria en 1902

Cette expédition est connue sous le nom d'« Expédition polaire ». Son objectif est alors d'explorer la zone située au nord des îles de Nouvelle-Sibérie, et, éventuellement au moyen des voiles du brick, de se diriger vers le pôle afin de trouver l'île fantôme de Sannikov (située dans l'océan Arctique). Kolomeïtsev supervise l'appareillage du Zaria à Larvik en Norvège. L'expédition quitte le port de Saint-Pétersbourg le 7 juillet 1900. Cependant une mésentente apparut bientôt entre Edouard Toll et Nikolaï Kolomeïtsev. Comme il était officier de la marine impériale, il tentait de garder ses distances avec les hommes et imposait des peines sévères pour le manquement à la discipline. Eduard von Toll aspirait plutôt à la camaraderie et traitait les marins en égaux. En qualité de commandant du navire, Kolomeïtsev considère l'attitude d'Eduard von Toll comme une mise en cause de son autorité.
La situation empire au cours de l'hiver, passé dans une baie au sud-ouest de l'île Taïmyr (Eduard von Toll nomme cette baie Boukhta Koline Artchera du nom de Colin Archer (1832-1921) propriétaire du chantier naval où avait été construite la Zaria) En raison de la promiscuité due à la période de l'hivernage, les relations entre Kolomeïtsev et Eduard von Toll atteignent le point de rupture. Toll recourt à une solution inhabituelle en envoyant Kolomeïtsev pour un long voyage en traîneau avec l'officier cosaque Stepan Rastorgouïev (ru) (1864-1904) avec pour mission de réorganiser le dépôt de charbon destiné à la Zaria sur île Kotelny et l'île Dikson, et l'acheminement du courrier de l'expédition à Doudinka. Puis Kolomeïtsev est relevé de ses fonctions. Eduard von Toll ne cache pas sa satisfaction de voir le commandant russe partir.
Apparemment aussi, Kolomeïtsev était l'un des rares Russes partisans de la Russie impériale dans cette expédition[réf. nécessaire].

### Guerre russo-japonaise (1904-1905)
Quelques années plus tard, Kolomeïtsev est nommé capitaine du torpilleur Bouïny (ru) et participe à la guerre russo-japonaise de 1904-1905. Il devient un héros de la bataille de Tsushima les 27 mai et 28 mai 1905, lorsqu'il aborde le navire-amiral le Knyaz Souvorov commandé par l'amiral Rojestvenski (1848-1909), ce dernier, gravement blessé à la tête par un obus, a la vie sauve grâce au courage de Kolomeïtsev. L'amiral est transféré avec une partie de son équipage sur le croiseur Dimitri Donskoï. Touché par des obus lourds, le cuirassé Knyaz Souvorov est torpillé par les Japonais le 27 mai 1905. Quant au croiseur Dimitri Donskoï, il est coulé le 28 mai 1905. Le navire de Kolomeïstsev figure parmi les trois navires renvoyés à Vladivostok après la bataille de Tsushima.
En 1911, Kolomeïtsev est promu au grade d'amiral de la Marine impériale de Russie.

### Exil
Après la Révolution russe, Nikolaï Nikolaïevitch Kolomeïtsev et son épouse quittent la Russie et s'installèrent en France.

## Honneurs posthumes
Héros de guerre, Nikolaï Nikolaïevitch Kolomeïtsev est honoré par l'URSS. Deux petites îles situées dans l'archipel de Nordenskiöld en mer de Kara (îles Kolomeïtsev), une baie dans la mer de Kara, une montagne (Gora Kolomeïtseva) 73° 59′ 24″ N, 84° 15′ 29″ E et une rivière portent son nom (Reka Kolomeïtseva)(75° 50′ 24″ N, 95° 49′ 12″ E, . Un navire russe (navire côtier) construit en 1972 porte le nom de Nikolaï Kolomeïtsev.

## Ouvrages
Nikolaï Kolomeïtsev écrit deux ouvrages sur cette expédition polaire russe :
- Otchiot plavanii yakhty "Zarya" s iiounia po sentiabr publié en 1901 par l'Académie navale impériale de Russie
- Rousskaïa poliarnaïa expeditsia pod nachal'stvom barona Tollya en 1902 par la Société géographique impériale de Russie.